# بيير بيارن
واسمه الحقيقي هو لويس-غابرييل بيسنارد، وهو أديب فرنسي ولد في 15 حزيران سنة 1902 في بوخارست في رومانيا من أبوين فرنسيين، وتوفي في 27 تشرين الأول عام 2004 في باريس، عن عمر ناهز الـ 102 سنة. 

## حياته

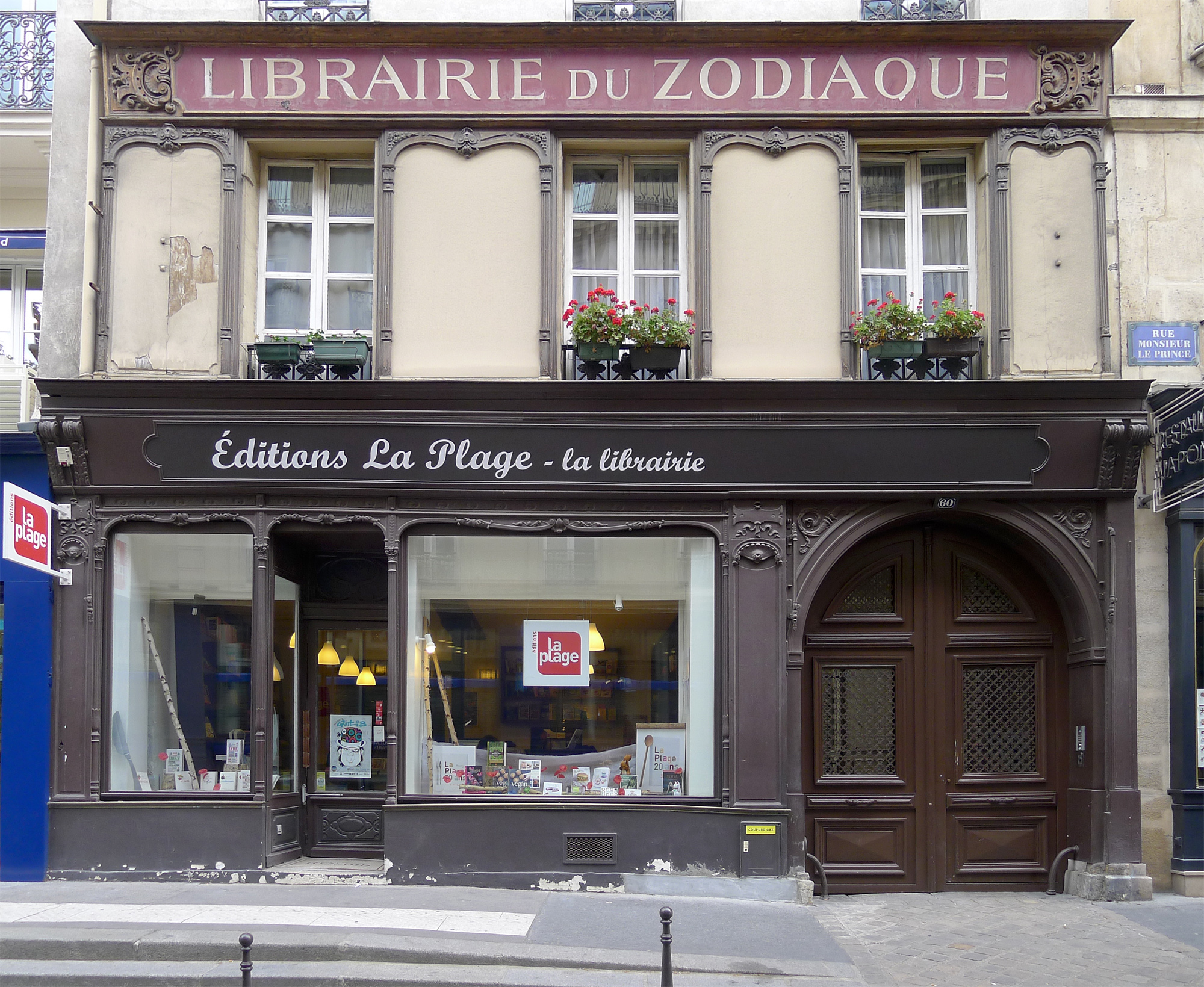
المكتبة التي انشأها بيير بيارن والتي اسمها (مكتبة زودياك) في باريس شارع مسيو لو برنس

كان بيير بيارن شاعراً، وروائياً، وصحفياً، وكاتب أدب رحلات، وناقد أدبي. عاش حياة مغامرة بشكل كبير قبل ان يستقر في باريس ويفتتح مكتبته هناك عام 1934 والتي أسماها (مكتبة زودياك) وكان مكانها في الحي اللاتيني، 60 شارع مسيو لو برنس، وبقي يديرها بنفسه حتى عام 1981. 

## أعماله
- من دنكيرك إلى ليفربول (دار نشر غاليمار 1941)
- بهذا الجبن منذ الصباح (دار نشر جين فلوري، 1914)
- أيادي فوق البحر، قصائد (فلوري، 1941)
- جون بيير والإبحار (لو بافوا، 1945)
- المحيط بلا أمل (أميل بول، 1946)
- ألوان المصنع، قصائد (سيجير، 1951)
- ألوان الرماد، قصائد (سيجير، 1952)
- ألوان العاج، قصائد (سيجير، 1953)
- ألوان حميمة، قصائد (روجيري، 1953)